# 6987 Оніосідасі
6987 Оніосідасі (6987 Onioshidashi) — астероїд головного поясу, відкритий 25 листопада 1994 року.
Тіссеранів параметр щодо Юпітера — 3,326.
Названо на честь Оніосідасі (яп. おにおしだし(鬼押出) оніосідасі)